# Heilig Kreuz (Ebrach)

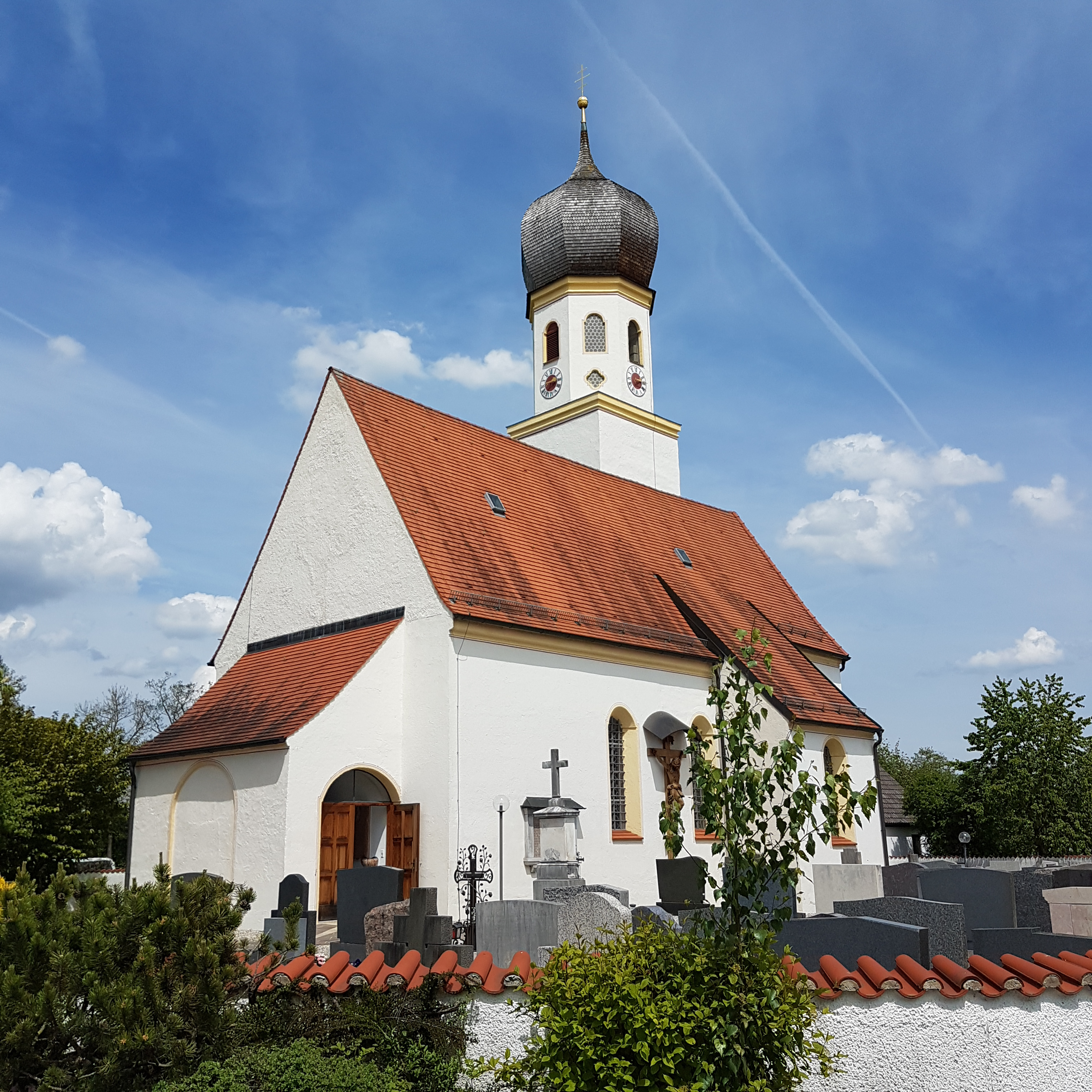
Heilig Kreuz in Ebrach

Die römisch-katholische Filialkirche Heilig Kreuz steht in Ebrach, einem Gemeindeteil der Gemeinde Pfaffing im oberbayerischen Landkreis Rosenheim. Das denkmalgeschützte Bauwerk ist in der Liste der Baudenkmäler in Pfaffing unter der Nr. D-1-87-159-3 eingetragen. Die Kirche gehört zum Erzbistum München und Freising.

## Beschreibung

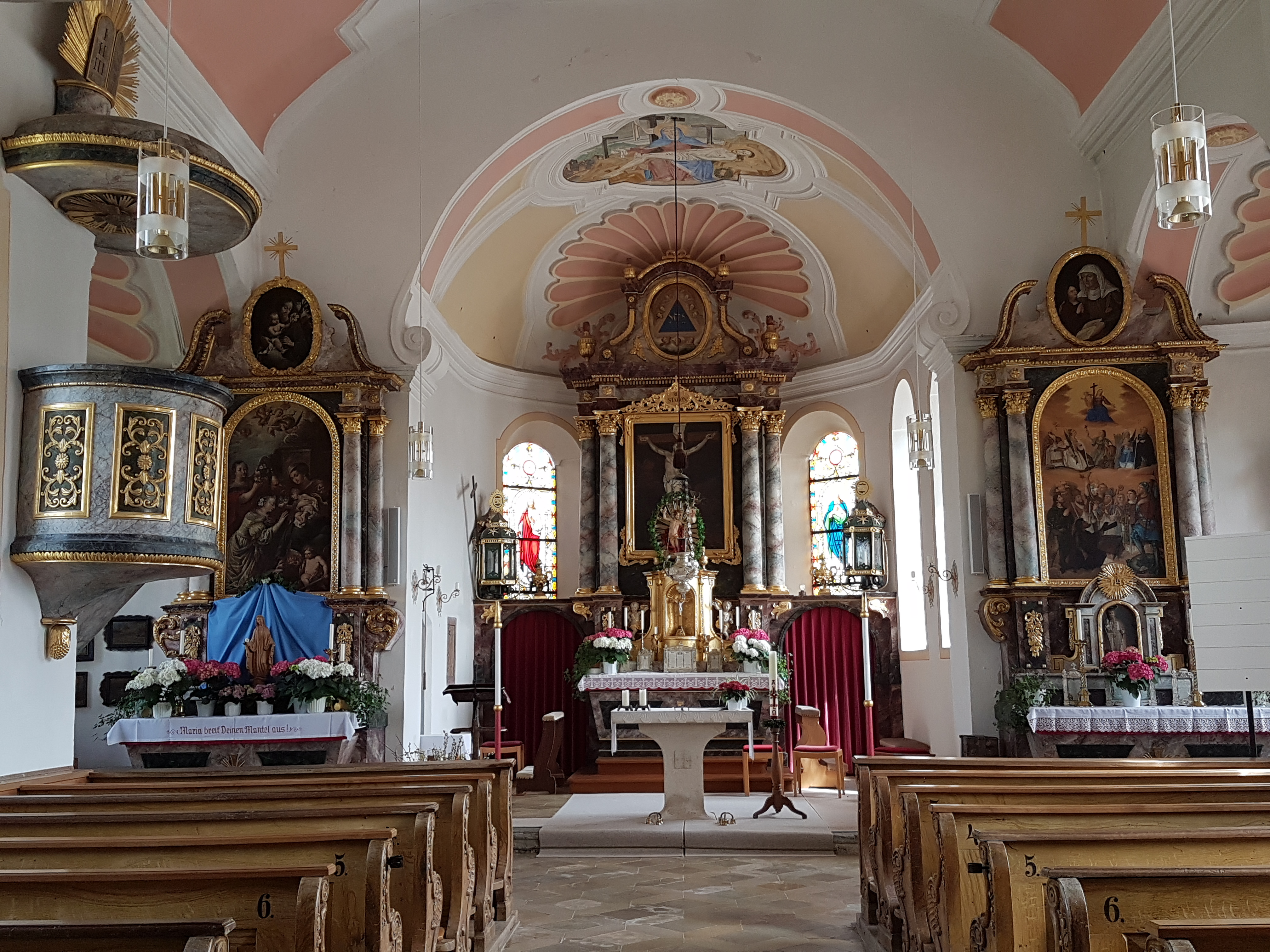
Innenraum

Die spätgotische Saalkirche wurde 1738 wegen Baufälligkeit erneuert. Sie besteht aus einem Langhaus, das durch den Anbau von Kapelle an den Längswänden des Langhauses verändert wurde, einem eingezogenen, dreiseitig geschlossenen Chor im Osten und einem Chorflankenturm an dessen Nordwand, der mit einem achteckigen Geschoss aufgestockt wurde, das die Turmuhr und den Glockenstuhl mit vier Kirchenglocken beherbergt, und mit einer Zwiebelhaube bedeckt. Der Innenraum ist mit einem Tonnengewölbe überspannt. Am Hochaltar, der von der heiligen Helena flankiert wird, ist das Schweißtuch der Veronika dargestellt.